# Jacques Fabre

Wappen von Jacques Eric Fabre-Jeune

Jacques Eric Fabre-Jeune CS (* 13. November 1955 in Port-au-Prince, Haiti) ist ein haitianisch-US-amerikanischer Ordensgeistlicher und römisch-katholischer Bischof von Charleston.

## Leben
Jacques E. Fabre studierte nach seiner Emigration in die Vereinigten Staaten zunächst an der St. John’s University im New Yorker Stadtviertel Jamaica und am St. Michaels College der University of Toronto. Er trat der Ordensgemeinschaft der Scalabrini-Missionare bei, absolvierte seine theologischen Studien an der Catholic Theological Union in Chicago und empfing am 10. Oktober 1986 in der Kirche St. Teresa von Ávila in Brooklyn durch den Chicagoer Weihbischof Wilton Daniel Gregory das Sakrament der Priesterweihe.
Bis 1990 war er in Immokalee in Florida in der Pfarrseelsorge und anschließend ein Jahr als Flüchtlingsseelsorger in Guantánamo auf Kuba tätig. Weitere Aufgaben in der Pfarrseelsorge führten ihn in die Dominikanische Republik, nach Georgia und erneut nach Florida. Von 2004 bis 2006 studierte er in Rom an der Päpstlichen Universität Urbaniana, an der er das Lizenziat in Migrationsstudien erwarb. Ab 2010 verwaltete er die San Felipe de Jesus Catholic Mission in Forest Park im Erzbistum Atlanta.
Am 22. Februar 2022 ernannte ihn Papst Franziskus zum Bischof von Charleston. Die Bischofsweihe spendete ihm der Erzbischof von Washington, Wilton Daniel Kardinal Gregory, im Charleston Area Convention Center in North Charleston am 13. Mai desselben Jahres. Mitkonsekratoren waren der Erzbischof von Atlanta, Gregory John Hartmayer OFMConv, und der Erzbischof von Miami, Thomas Wenski.